# Acrocercops plebeia
Acrocercops plebeia là một loài bướm đêm thuộc họ Gracillariidae. Nó được tìm thấy ở Queensland, Victoria và New South Wales.
Ấu trùng ăn Acacia implexa, Acacia podalyriifolia, Acacia prominens và Acacia rubida. Chúng ăn lá nơi chúng làm tổ. The mine consists of a large blotch mine.